# Norsk institutt for luftforskning

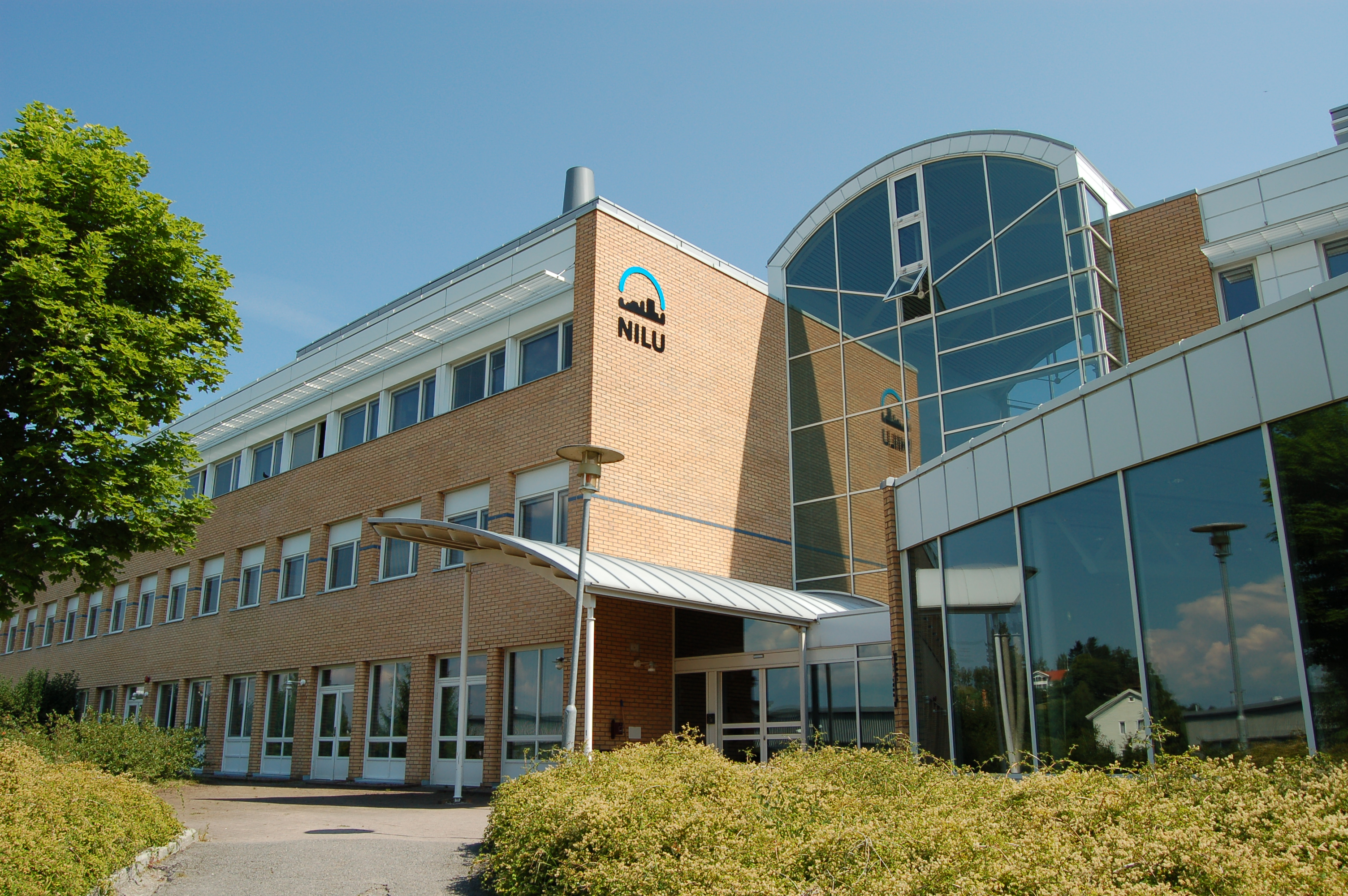
Huvudkontoret i Kjeller i Oslo-området

NILU - Norsk institutt for luftforskning är ett oberoende norskt statligt forskningsinstitut som har som mål att öka förståelsen för skeenden och effekter av klimatförändringen, atmosfärens sammansättning, luftkvalitet och miljögifter.

## NILU:s direktörer
- Brynjulf Ottar (1969-1988)
- Harald Dovland (1988-1995)
- Paal Berg (fungerende direktør, 1995-1996)
- Øystein Hov (1996-2003)
- Gunnar Jordfald (2003-2009)
- Kari Nygaard (2009-)